# Ludwig Stubbendorf
Ludwig Stubbendorf, född den 24 februari 1906 i Dabel, död den 17 augusti 1941 i Stary Bychow, var en tysk fälttävlansryttare som tog guld individuellt och i lag vid Berlin-OS 1936.
Efter sin överföring från 9:e artilleriregimentet den 31 mars 1939 föll han som avdelningschef för 1:a artilleriregimentet i strid den 17 juli 1941 i Sovjetunionen (numera Belarus) på östfronten under andra världskriget.  Hans grav finns cirka 12 km nordväst om Stary Bychow.